# Nymphe au scorpion
Nymphe au scorpion est le nom donné à deux sculptures créées par Lorenzo Bartolini, l'une située au musée du Louvre à Paris et l'autre au musée de l'Ermitage à Saint-Pétersbourg,. Un modèle en plâtre est conservé dans la galerie de l'Académie de Florence,.

## Histoire

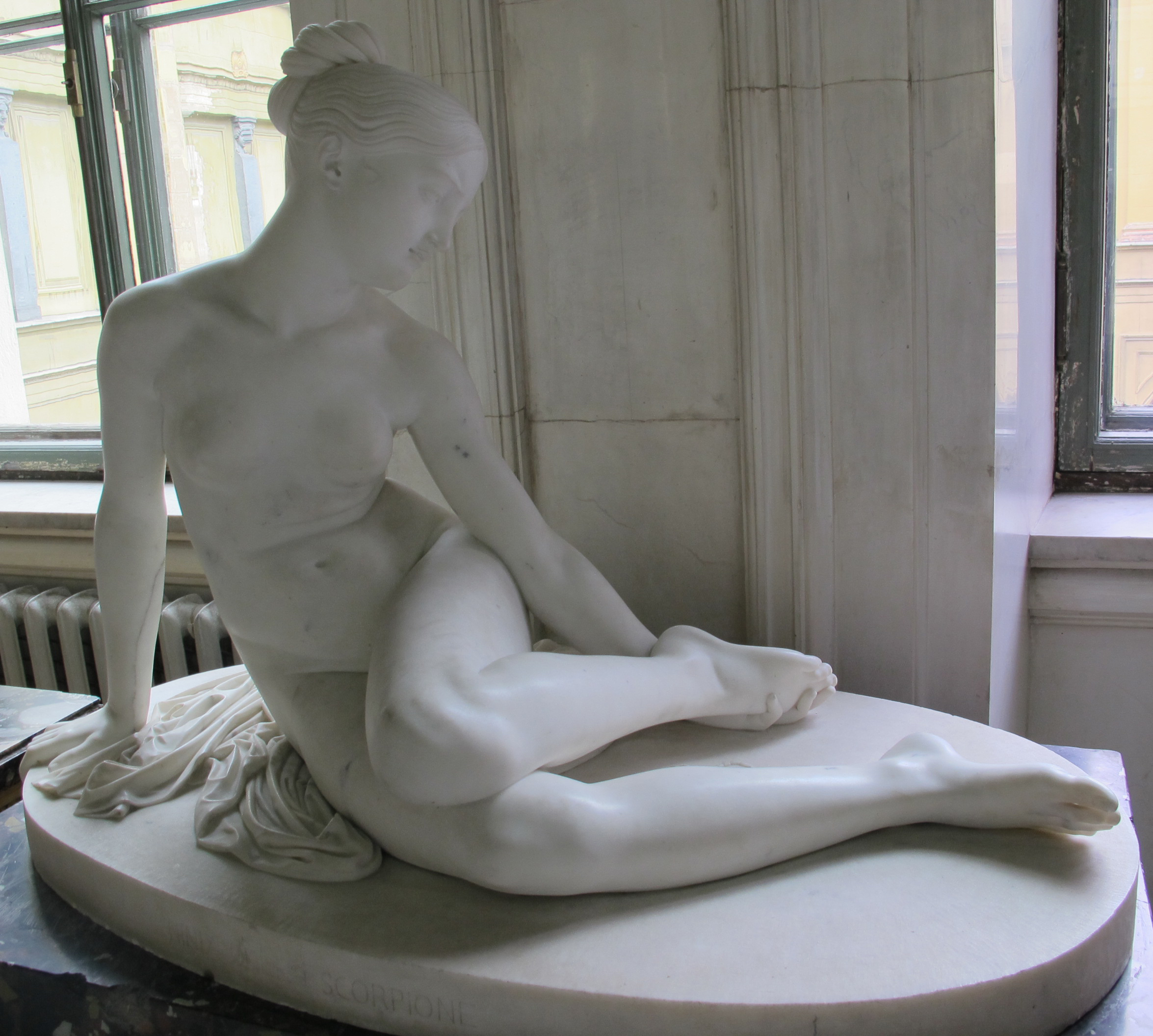
La version de Saint-Pétersbourg.

La première version date de 1835 et fut exposée au Salon de 1845, où l'œuvre fut bien accueillie. La sculpture a été achetée par le prince Charles de Beauvau-Craon pour son château situé à Haroué en 1843 et s'est ensuite retrouvée au musée du Louvre. Charles Baudelaire déclare à son propos dans Curiosités esthétiques en 1868 : Ce n’est donc qu’avec une excessive défiance que nous nous sommes approchés de la Nymphe au Scorpion. — Mais cette fois il nous a été réellement impossible de refuser notre admiration à l’artiste étranger.
La deuxième version a été commandée par le tsar Nicolas Ier de Russie, qui avait visité l'atelier de l'artiste entre la fin de 1845 et le début de 1846,. Bartolini mourut en 1850, laissant l'œuvre inachevée, et celle-ci (avec la Nymphe au serpent, une autre statue non achevée par l'artiste) fut achevée par son élève Giovanni Dupré. Dupré lui-même rappelle dans ses mémoires les différents détails de la statue encore à finir et comment il l'a achevée.

## Description

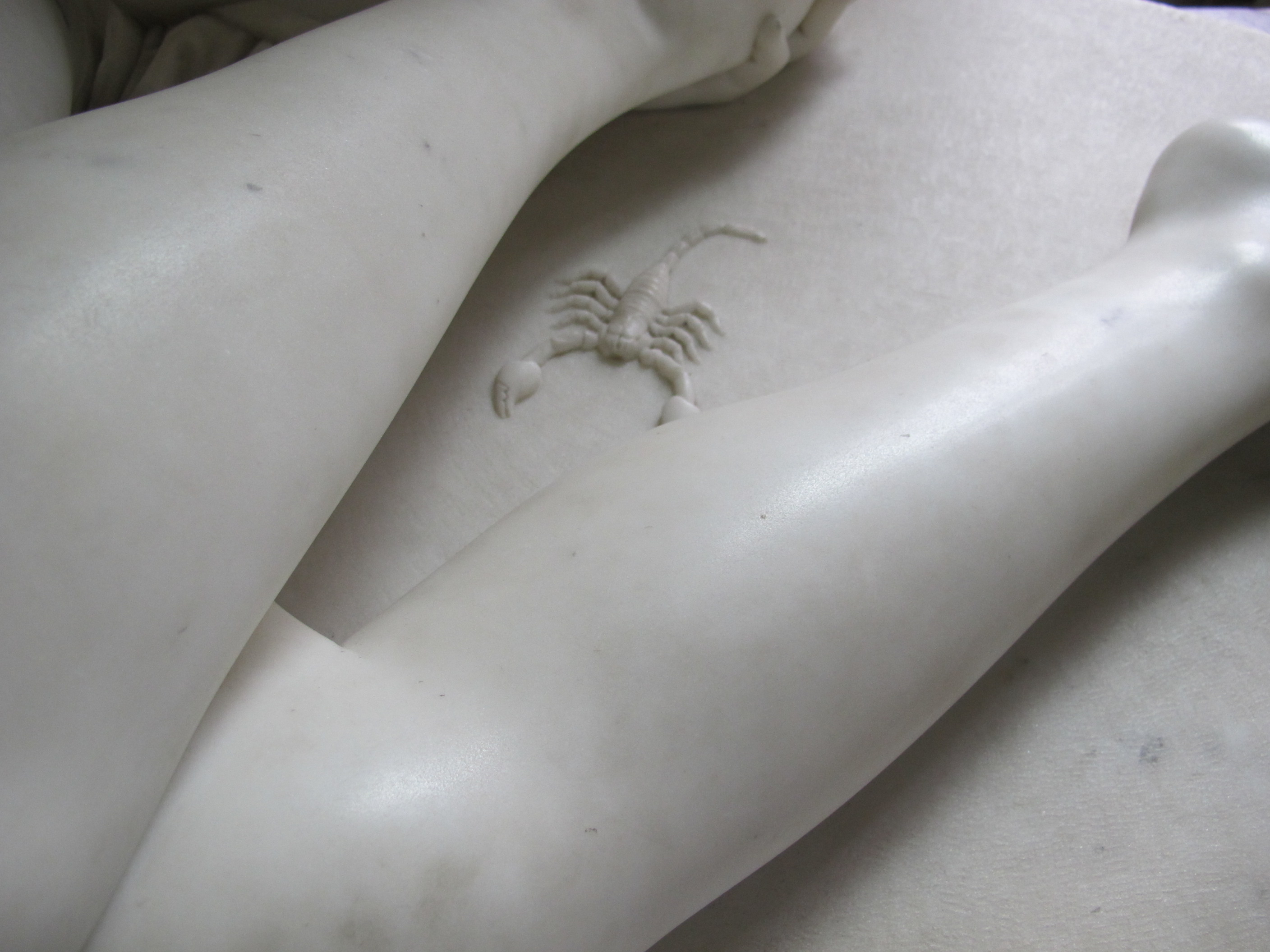
Le scorpion dans la version de l'Ermitage.

La statue représente une jeune nymphe nue qui vient d'être piquée par un scorpion. La nymphe est allongée et vérifie son pied blessé. La nudité du sujet n'a pas de référence sensuelle, mais souligne plutôt sa pureté, comme dans l'œuvre Confiance en Dieu créée par l'artiste lui-même en 1835. Le visage de la fille est tordu en une légère grimace due à la douleur de la piqûre de scorpion et sa bouche est légèrement entrouverte. L'harmonie de l'image classique est brisée par Lorenzo Bartolini à travers de petites distorsions sur les épaules et les bras.

## Liens
- Ressources relatives aux beaux-arts :   - Musée du Louvre (collections)
  - Salons 1673-1914